# 非普通教慾
《非普通教慾》（希臘語：Κυνόδοντας）是由希臘導演尤格·藍西莫於2009年執導的電影作品，為他的第二部長片。本片於第62屆坎城影展一種注目單元首映，並獲得最佳影片；本片也獲得第83屆奧斯卡金像獎最佳外語片提名。

## 劇情
三姐弟從小到大都住在山間美麗的別墅裡，從未踏出家門一步，也沒有電視或電腦；他們所有的世界觀都是由父母建構，父母認為是骯髒或負面的詞彙，全部被扭曲成他們所希望的意思。家中唯一與外界接觸的人只有爸爸，他每天到外頭公司上班，爸爸告訴三姐弟，只有當犬齒掉落時才是獲准離家的象徵。

## 外部連結
- 互联网电影数据库（IMDb）上《Dogtooth》的资料（英文）
- AllMovie上《Dogtooth》的资料（英文）
- Box Office Mojo上《Dogtooth》的資料（英文）
- 爛番茄上《Dogtooth》的資料（英文）
- Metacritic上《Dogtooth》的資料（英文）
- 豆瓣电影上《非普通教慾》的資料 （简体中文）